# Nana à l'aube
Nana à l'aube est un roman de l'écrivain sud-coréen Park Hyoung-su publié en 2010.
Le roman est traduit en français en 2016.

## Résumé
Léo, un jeune Coréen tout droit sorti de l'Université, décide de faire un voyage à travers le monde grâce à ses économies. L'une de ses étapes est Bangkok. Lorsqu'il arrive à Sukumvit Soy 16, dit Nana, un quartier chaud de la capitale thaïlandaise, il perçoit d'étranges images à travers le visage des gens. Le soir de Noël, il fait la rencontre de Ploy. Il croît avoir trouvé en elle son âme-sœur d'avec laquelle il a été séparé depuis des siècles, selon sa vision à travers le visage de la jeune prostituée. Elle donne rendez-vous le lendemain à Léo tombé sous son charme. À partir de ce moment, il ne parviendra plus à échapper à l'emprise de la jeune prostituée, qui sait parfaitement comment se comporter avec les hommes qui lui tournent autour, afin de leur extorquer le maximum d'argent. Ploy a un statut privilégié à Nana. D'une beauté remarquable, elle est la prostituée de plus haut rang, depuis que Jia, sa prédécesseur lui a transmis le flambeau.  
Léo vient au rendez-vous, mais Ploy lui demande de revenir quelque temps plus tard. En effet, elle a peu dormi depuis plusieurs jours, assistant Som à accoucher de sa file Lano, avant de mourir et de devenir un fantôme. Lorsque Léo revient chez Ploy, absente, il est mal à l'aise à l'idée de l'attendre en compagnie des autres filles vivant avec elle, Kaï, Yon, Lisa et Kwan, dans leur pièce crasseuse. Yon emmène Léo faire des courses en attendant le retour de Ploy. Mais au retour, les mains pleines, Léo se trouve confronté à un dilemme, marcher sur le lézard qui l'interpelle et discute philosophie avec lui, ou bien perdre l'équilibre et dégringoler les escaliers. Il choisira la deuxième option et se verra immobilisé, la cheville cassée, pendant plusieurs semaines. Il passera tout ce temps dans la pièce crasseuse des prostituées et commencera à en faire partie, tout comme le modeste mobilier. Même après sa guérison, il restera encore dormir chez les prostituées, passant du temps à boire chez Uhe, l'énorme propriétaire allemand de l'immeuble coincé dans sa pièce du rez-de-chaussée, en compagne de Shan, le veuf de Som, de Nawalaht, un katoey, d'Att cet-espèce-d'enfoiré, de la réfugiée birmane Papa, d'Apang, la prostituée masochiste, ou encore d'Éric ou de Marco deux occidentaux. 
Après avoir été plumé par Ploy, Léo retournera en Corée. Mais reviendra, à deux reprises. Et à chaque fois, il découvrira un peu plus la misère et la violence de la vie que mènent les gens du quartier et particulièrement les prostituées. Lui-même sera plusieurs fois victime de rackets au cours de ses séjours, et il manquera de peu de se faire violer par Aït, le policier en chef qui fait régner sa loi dans son secteur. Il verra plusieurs de ses amies prostituées mourir les unes après les autres, y compris Ploy. Lors de son avant dernière venue dans le quartier, à l'occasion des funérailles de Ploy, il fera la rencontre de Jia, réincarnée en un chat magnifique. Après avoir été quitté par sa femme, son dernier retour à Nana sera pour Lano, à qui il a appris l'anglais. L'adolescente est devenue, comme bien des femmes du quartier, une prostituée...

## Réception
Nana à l’aube fait partie de la sélection finale du prix Émile Guimet de littérature asiatique en 2017.